# Шпагина, Анастасия
Анастасия Шпагина (укр. Анастасія Шпагіна; псевдоним — Fukkacumi; род. 2 мая 1993, Одесса, Украина) — украинский видеоблогер и стример . Является владелицей YouTube-канала «Anastasiya Shpagina».

## Биография
Анастасия Шпагина родилась 2 мая 1993 в Одессе. В детском саду и школе была очень стеснительной и необщительной. Основным её увлечением было рисование сказочных героев, а со временем в качестве поля для искусства начала использовать своё лицо, использовала мамину косметику. После школы Анастасия работала в парикмахерском салоне.
В 2011 году Анастасия создала свой YouTube-канал, первые видеоролики были посвящены созданию макияжа в стиле аниме, а также преображениям с помощью косметики в звёзд шоу-бизнеса: Кэти Перри, Рианну, Джастина Бибера, Леди Гагу, Майли Сайрус и многих других, которые вызвали ажиотаж у зрителей и рост количества подписчиков. Основная тематика канала: советы по правильному нанесению макияжа и раскрытие всевозможных техник мейкапа.
В 2017 году Анастасия перенесла неудачную пластическую операцию по исправлению формы носа, в результате которой нос перестал дышать, а шрамы не уменьшились. Клиника «Parada», в которой проводили операцию, исправлять результаты операции отказалась.

## Рейтинги и публикации
В 2012 году стала лицом немецкой молодёжной марки косметики Yoida.
29 сентября 2012 года о Анастасии написало английское издание Daily Mail.
В 2015 году стала лицом одной из рекламных компаний «Билайн».
В 2016 году приняла участие во всероссийском национальном фестивале видеоблогеров «Видфест».
16 августа 2016 года приняла участие в фестивале VIDEODESSA.
23 декабря 2016 получила национальную премию NeForum Awards в номинации «Лучший блог о красоте».
4 января 2017 года украинское издание Vgorode составило ТОП-10 популярных украинских видеоблогеров и разместило Анастасию Шпагину на 4-м месте рейтинга.
В феврале 2018 года вошла в ТОП 10 самых популярных девушек-блогеров России.
В феврале 2019 года заняла 4-е место в списке «ТОП-10 девушек-блогеров, которые выглядят как куклы».
7 ноября 2019 года вошла в список «ТОП-25 самых удивительных женщин мира» и заняла в нём 15 место.
10 января 2020 вошла в список «ТОП-10 самых популярных украинских YouTube-каналов».
Издание NEWS.am охарактеризовало Анастасию Шпагину как самую любимую живую куклу Барби пользователей интернета.